# Battaglia di Medina de Rioseco
La battaglia di Medina de Rioseco, nota anche come battaglia di Moclín, fu combattuta nel corso della guerra d'indipendenza spagnola il 14 luglio 1808, quando un esercito combinato di milizia e regolari spagnoli cercò di rompere le linee di comunicazione francesi a Madrid. L'esercito della Galizia del generale Joaquín Blake, guidato da Gregorio García de la Cuesta, fu messo in fuga da Jean Baptiste Bessières dopo un combattimento mal coordinato contro i francesi a nord di Valladolid.
Bessières sfruttò la pessima coordinazione tra Blake e Cuesta colpendo piccoli gruppi di spagnoli, spingendo Blake oltre un cinale e confinando Cuesta nelle retrovie. L'esercito della Galizia era l'unica formazione in grado di minacciare l'avanzata francese verso Vecchia Castiglia, dato che il gruppo di Cuesta era stato distrutto nella battaglia di Cabezón, e la sua distruzione fu un duro colpo per la rivolta spagnola.
Medina de Rioseco si dimostrò essere un estemporaneo successo francese, all'interno di un'invasione della Spagna che infine fallì, e che culminò con la disfatta della battaglia di Bailén che obbligò i francesi, compresi i corpi vittoriosi di Bessières, ad attraversare l'Ebro in ritirata. Una nuova campagna, guidata da Napoleone Bonaparte con l'intera Grande Armata, sarebbe stata necessaria per ripristinare la situazione.

## Situazione in Spagna settentrionale
Le operazioni francesi nella regione stavano ottenendo scarsi risultati rispetto alle aspettative di Napoleone Bonaparte. Le province di Galizia e Biscaglia erano l'ideale come base per la resistenza anti-francese: remote e montagnose, fuori dalla portata dell'esercito francese ed in collegamento con l'occupata Madrid. Le loro coste erano rese sicure grazie all'intervento degli alleati della Royal Navy, che fornivano rifornimenti e materiale. In giugno gli uomini del maresciallo Bessières, durante la marcia su Santander al fine di rendere sicure le comunicazioni francesi in Galicia e proteggere la costa da un possibile sbarco britannico, furono respinti dalla resistenza popolare. Infastidito da questo e da altri piccoli problemi, Napoleone radunò più truppe e mise in atto una nuova strategia. A luglio Bessières rinnovò la propria offensiva.
Contro i francesi si mosse l'esercito della Galizia guidato dal generale Joaquín Blake, che rinforzò le proprie file con milizie e regolari di Cuesta, ovvero gli ultimi resti del distrutto esercito della Vecchia Castiglia.

### Preparativi spagnoli

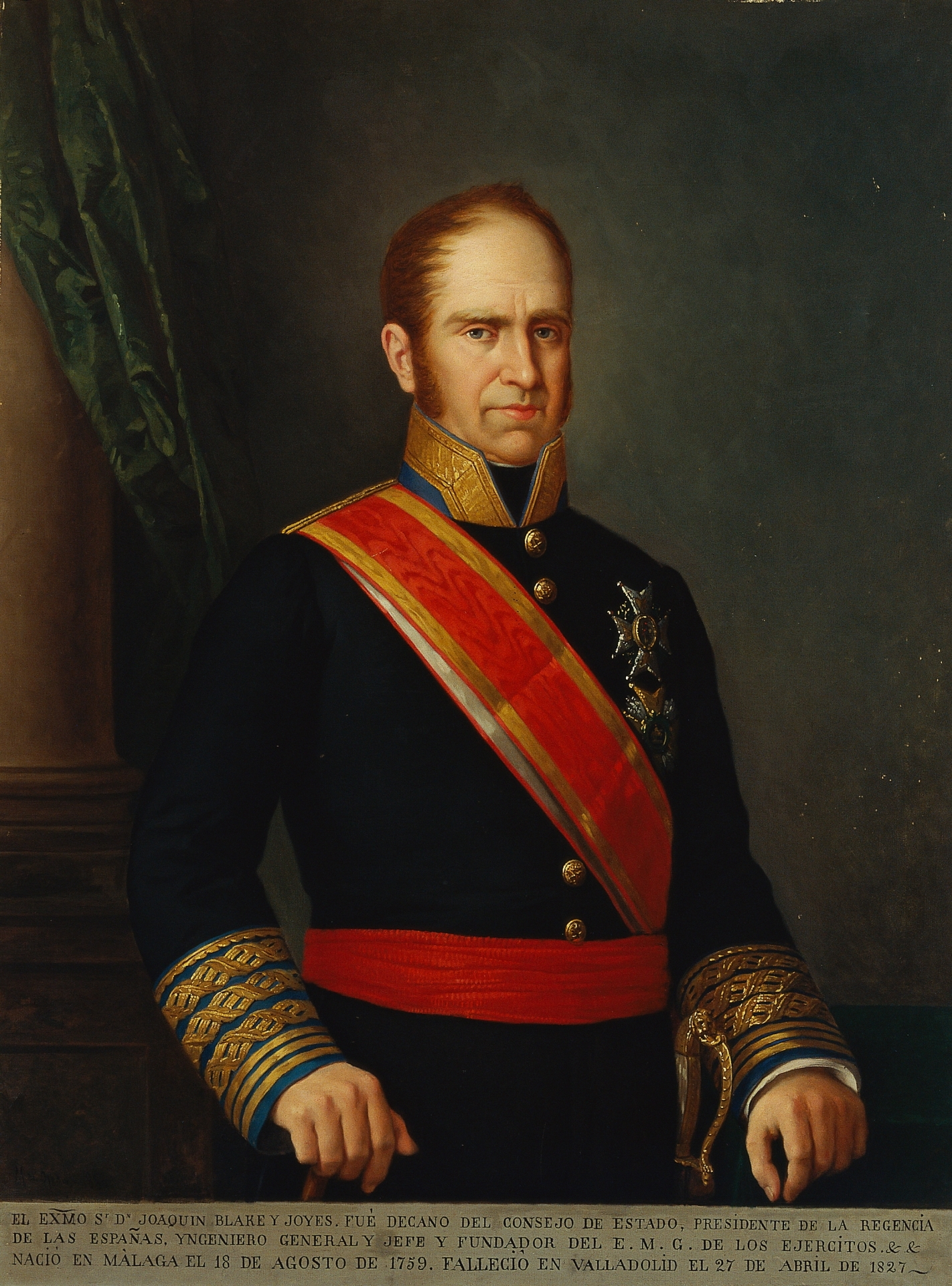
Capitano-generale Joaquín Blake y Joyes

Cuesta, colpito dalla sconfitta subita il mese precedente, propose un rapido colpo di mano nei confronti di Valladolid, a cavallo delle comunicazioni francesi. Cuesta radunò circa 350 cavalli, una forza considerevole dato che Galizia ed Asturie insieme non potevano vantare altrettante forze, e numerosi battaglioni di fanteria, ma neanche un cannone. Le giunte settentrionali risposero in modo freddo alla proposta di Cuesta. Le Asturie si rifiutarono di essere guidate in quello che consideravano uno schema avventato, ma inviarono numerosi battaglioni come segno di buona volontà. La Galizia inviò il generale Blake ad unirsi a Cuesta. Ufficiale di notevole talento, anche se nuovo al comando, Blake mise in crisi la forza della Grande Armata in campo aperto, preferendo il terreno rovinato e le colline del nord per neutralizzare la superiorità francese. La principale preoccupazione di Blake era la cavalleria spagnola in rotta, con la quale la discesa nella piana di Castiglia era una prospettiva pericolosa. Il comandante galiziano sosteneva la necessità di mantenere e fortificare il terreno accidentato di Léon e Galizia, lasciando il compito a Cuesta.
I due generali spagnoli raggrupparono circa 25000 uomini, molti dei quali in pessime condizioni fisiche. A maggio le navi britanniche sbarcarono circa 5000 ex prigionieri di guerra spagnoli (perlopiù catturati nelle colonie spagnole durante la recente guerra anglo-spagnola) con armi e munizioni, tra cui gli 800 regolari coloniali di Cuesta (i Colorados) imprigionati a Montevideo e, data la mancanza di uniformi spagnole, vestiti con l'uniforme delle Giubbe rosse. Cuesta, citando la propria esperienza, pretese il comando generale e mise in marcia i propri uomini il 12 luglio, nonostante le obiezioni di Blake. Cuesta, mancando della cavalleria, avanzò seguendo i movimenti francesi, aspettandosi di incontrare Bessières nei pressi di Valladolid.
Il 14 luglio Cuesta era giunto nei pressi di Medina de Rio Seco, con Blake che comandava le posizioni avanzate su una piccola altura, mentre Cuesta si trovava circa un miglio indietro (vicino al villaggio), con molti degli uomini migliori. La scarna cavalleria si trovava sulla strada tra i due corpi.

### Risposta francese
Bessières, bene informato riguardo ai piani spagnoli grazie all'utilizzo di un doppiogiochista, partì da Burgos il 9 luglio nel tentativo di evitare l'unione tra Blake e Cuesta. Incorporando parte di una divisione a Palencia il 10 luglio, Bessières racimolò in poco tempo 14000 uomini con 40 cannoni, e marciò per intercettare Blake e Cuesta, raggiungendo le posizioni spagnole lungo le pianure coltivate di Medina de Rio Seco all'alba del 14 luglio. L'esercito francese conteneva elementi di tre divisioni: una divisione di riserva (con cui i comandanti francesi in Spagna avevano spesso avuto a che fare), una divisione di veterani, inviata dalla Francia, e unità della Guardia imperiale in arrivo da Madrid.

## La battaglia
Blake, diviso da Cuesta, affrontò i francesi con i fianchi scoperti e con la linea di ritirata tutt'altro che sicura. Bessières comprese subito le debolezze dei propri nemici e si mosse per bloccare la posizione centrale, riuscendo a mandare in rotta due ali spagnole e tenendo Cuesta sulla baia grazie agli uomini del maggiore-generale Mouton, mentre elementi delle due divisioni presero d'assalto il crinale sotto la sua supervisione. L'artiglieria imperiale, con venti pezzi disposti sul colle Monclin di fronte a Blake, creò grossi buchi nei ranghi spagnoli. Il maggiore-generale Merle guidò l'assalto contro Blake sulla sinistra, raggiungendo il punto occidentale verso il fianco spagnolo, mentre Mouton, sulla destra, ingaggiò Cuesta. 

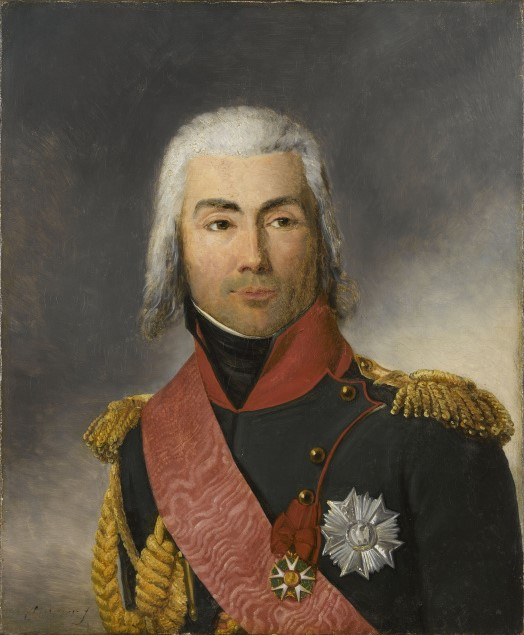
Il maresciallo Jean-Baptiste Bessières.

Blake reagì prontamente alla minaccia portata alla sua posizione, allungando la propria linea a destra per evitare l'accerchiamento e reagendo alle devastanti cannonate francesi con le proprie batterie. Le riserve di cavalleria di Bessières caricarono nello spazio creato da Mouton ed entrarono nel fianco di Blake, rompendo le sue fragili fila e cacciandolo dal crinale in rotta. Blake venne salvato dalla completa sconfitta grazie al sacrificio di un singolo battaglione di truppe regolari originarie della Navarra, che rimase in posizione di fronte all'assalto della cavalleria, tenendo occupati i francesi sulla baia mentre metà dell'esercito di Blake fuggiva oltre il fiume Sequillo.
Prima che Bessières attaccasse di nuovo Cuesta, il generale spagnolo, non disposto a seguire Blake nella ritirata, dispose le sue truppe in colonne e le lanciò sulla collina verso l'esercito imperiale, ora schierato sul crinale. I cacciatori che stavano controllando la divisione di Mouton furono caricati dai 300 carabinieri e guardie reali e furono messi in rotta, con la fanteria spagnola che avanzava sul crinale dietro la cavalleria. I cavalli della guardia imperiale riuscirono temporaneamente a contrastare l'avanzata, colpendo la debole cavalleria spagnola con la propria fanteria di sostegno. I fanti spagnoli, comunque, continuarono a guadagnare terreno, catturando due cannoni dell'artiglieria della Guardia e minacciando l'intera posizione francese sul crinale.
Merle proseguì la propria marcia lungo l'asse originario, guidando la propria divisione sul fianco destro della seconda linea spagnola. Intuendo l'opportunità, Bessières ordinò a Merle di muoversi a destra gettandosi sui fianchi spagnoli à la baïonnette. I cacciatori di Mouton apparvero sul fianco sinistro spagnolo, e sotto la pressione combinata della linea spagnola andarono in rotta. I battaglioni spagnoli di granatieri portarono l'ultimo assalto contro il centro francese prima di venire chiusi nel fuoco incrociato ed essere obbligati a fuggire dal crinale, convincendo Cuesta a suonare la ritirata. Non appena Blake iniziò la fuga, una retroguardia di battaglioni regolari tenne occupati i francesi permettendo al resto della formazione di fuggire a nord di Medina.

## Conseguenze

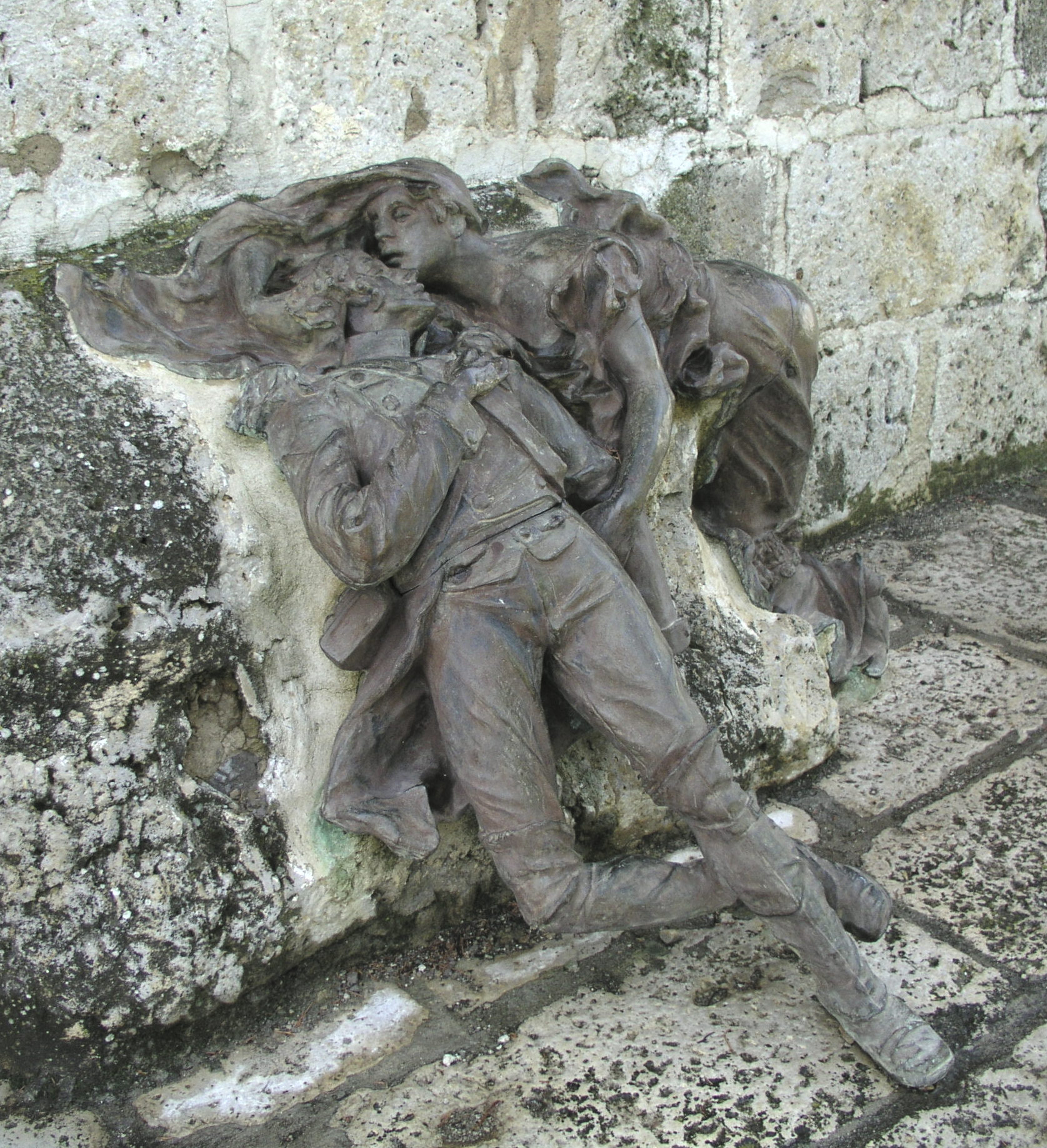
Monumento di Medina de Rioseco in bronzo, opera di Aurelio Carretero (1863-1917)

Mentre Cuesta e Blake fuggivano dal campo di battaglia, la ritirata fu completa: l'esercito della Galizia, anche se numericamente intatto, smise di essere un esercito. Blake subì molte perdite, compresi 13 cannoni e 3000 uomini. Molti battaglioni di veterani spagnoli furono sconfitti nella lotta per la conquista del crinale. I Colorados, ad esempio, furono distrutti come unità. Temendo un inseguimento, Cuesta diresse la propria cavalleria a nord delle Asturie, trasferendosi con un piccolo corpo di cavalleria a Salamanca, mentre Blake fece ritorno in Galizia.
Dopo i fatti di Medina de Rioseco, Bessières assediò Benavente, León e Zamora, ma indugiò mentre i nemici si ritirarono. I francesi furono responsabili di angherie nei confronti dei prigionieri spagnoli e della popolazione delle città vicine, che ironicamente furono le poche non coinvolte nelle rivolte popolari. Bessières fu informato del fatto che Blake e Cuesta si erano separati, con il primo a Manzanal e il secondo a Léon. A entrambi fu permesso di ritirarsi senza problemi quando il generale Lasalle fu stranamente richiamato presso il quartier generale.
La vittoria di Bessières segnò un grande miglioramento nella posizione strategica dell'esercito francese in Spagna settentrionale, prima motivo di ansietà. Un soddisfatto Napoleone Bonaparte disse "se il maresciallo Bessières è riuscito a sconfiggere l'esercito di Galizia con poche perdite e poco sforzo, il generale Dupont sarà in grado di sconfiggere chiunque incontri". Pochi giorni dopo gli interi corpi di Dupont furono sconfitti nella battaglia di Bailén, finendo con l'essere catturati dal generale Castaños. Con 20000 francesi cancellati dalla mappa, il comando francese si spaventò e ordinò una ritirata generale fino all'Ebro, sciupando tutte le conquiste faticosamente ottenute da Bessières. La notizia del disastro raggiunse Bessières il 22 luglio, obbligandolo alla fuga verso Madrid.

## Valutazione
Medina de Rioseco fu una battaglia isolata, con attacchi della fanteria spagnola al crinale condotti con "precisione ed audacia", fino ad arrivare ad un passo dalla vittoria. In particolare l'ultimo assalto fu lodato dai contemporanei. Nel Regno Unito Hamilton applaudì la dura lotta degli spagnoli contro il più esperto esercito francese. Le divisioni di Cuesta (anche se non comandate da lui stesso) ricevettero particolari elogi per aver quasi conseguito la vittoria anche dopo la rotta di Blake:
(Hamilton (1829), p. 232)
Un altro contemporaneo, il generale Maximilien Sebastien Foy, descrisse le forze spagnole di Medina de Rioseco come: "Una scheggia dell'antico esercito spagnolo che dimostrò cosa un tale esercito poteva fare: per un esercito senza esperienza sul campo, fronteggiare per la prima volta un esercito esperto era dura".
Al contrario, la coppia Blake-Cuesta fu criticata, e la tattica predisposta da Cuesta fu definita carente. Uno storico di storia militare spagnola del periodo napoleonico attribuì il risultato al fatto che i generali spagnoli agirono separatamente: "Per avere qualche speranza di successo, gli spagnoli avevano bisogno di colpire velocemente con tutte le loro forze, ma Blake si mosse molto lentamente, lasciando indietro due delle sue quattro divisioni per coprirsi la ritirata". Lo storico britannico David G. Chandler assegnò la vergogna della sconfitta al solo Cuesta, che per motivi non chiari non attaccò con tutti gli uomini ma ne mise alcuni a coprire l'eventuale ritirata. Allo stesso modo, secondo il generale Foy, lo spiegamento spagnolo non offriva molte prospettive di successo: affrontando frontalmente un nemico preparato, con entrambi i fianchi esposti agli attacchi, e con un divario tra le due linee, era scontata la sconfitta. Foy non criticò Blake per aver accettato una battaglia campale: spogliato della cavalleria, il generale spagnolo si trovò davanti alla cupa prospettiva di attraversare un campo aperto circondato da 1500 francesi, con il rischio di subire l'assalto della cavalleria più potente di sempre, quella del generale Lasalle.